# Beat Zwimpfer
Paul Beat Zwimpfer (* 10. Januar 1928; † 21. August 2013 in Winterthur; heimatberechtigt in Oberkirch LU) war ein Schweizer Politiker (CVP).

## Leben
Beat Zwimpfer ist in Aarau als dritter Sohn eines Zahnarztes aufgewachsen. Zur Schule ging er in Aarau sowie am Benediktinergymnasium in Engelberg, welches er mit der Matura Typus A abschloss. Danach studierte er an den Universitäten Zürich und Freiburg, wo er 1955 zum Dr. iur. utr. promoviert wurde. Ab 1958 lebte er in Winterthur. Zwimpfer war verheiratet und Vater von vier Töchtern. Er verstarb 85-jährig.

## Politischer Werdegang
Zwimpfer war Mitglied der Christlichdemokratischen Volkspartei (CVP). Von 1962 bis 1965 war er Vizepräsident, bevor er 1966 zum Präsidenten der CVP der Stadt Winterthur gewählt wurde. Von 1980 bis 1999 war er in verschiedenen Kommissionen der kantonalen CVP und als Delegierter der CVP Schweiz tätig. In den Jahren 1992 bis 1996 war er darüber hinaus Präsident der CVP Kanton Zürich und verzeichnete mit der CVP verschiedene Siege, unter anderem die Wahl des Regierungsrats Ernst Buschors, den Gewinn der bürgerlichen Mehrheit im Regierungsrat sowie den Erhalt der beiden CVP-Nationalratsmandate.

## Berufliches
Nach Notariats-, Treuhand- und Gerichtspraktika in Zürich, Aarau und Baden war Zwimpfer von 1955 bis 1957 als Gerichtsschreiber am Bezirksgericht Baden tätig. Ab 1958 arbeitete er bei der Winterthur, anfänglich bei Winterthur-Leben, dann im Europa-Departement der Winterthur-Versicherungen und von 1978 bis 1991 als Leiter der neugegründeten Winterthur Rechtsschutzversicherungs-Gesellschaft (später ARAG-Winterthur, heute AXA-ARAG).